# خرس (فیلم ۱۹۸۴)
«خرس» (انگلیسی: The Bear (1984 film)) فیلمی در ژانر زندگینامه‌ای به کارگردانی ریچارد سی سارافیان است که در سال ۱۹۸۴ منتشر شد. از بازیگران آن می‌توان به گری بیوسی اشاره کرد.